# 월미로
월미로(月尾路)는 인천광역시 중구 북성동2가에서 북성동1가까지 이르는 인천광역시도로, 총 연장은 4.872 km이다. 월미도를 순환하는 도로로, 도로의 방향성을 활용하는 것에서 유래되었다.

## 노선 정보
- 총 연장 : 4.872 km
- 기점 : 인천광역시 중구 북성동2가14도 (인천역사거리 = 제물량로와 교차)
- 종점 : 인천광역시 중구 북성동1가119도 (월미로의 월미도 선착장 방면 도로와 교차)

## 통과하는 지자체
- 인천광역시
  - 중구 (북성동2가 - 북성동1가[A])

## 접촉하는 도로
- 제물량로 (국도 제6호선, 국도 제42호선, 국도 제46호선, 국도 제77호선, 국가지원지방도 제84호선, 국가지원지방도 제98호선의 각 일부)
- 월미문화로

## 철도 연계역
- 수도권 전철 1호선, 수도권 전철 수인·분당선 : 인천역

## 특이 사항
월미도 내부를 순환하는 도로로, 경로로는 시계 반대 방향을 돌아가고 있는 형태를 띈 도로이기도 하다.